# Heterallactis stenochrysa
Heterallactis stenochrysa är en fjärilsart som beskrevs av Turner 1940. Heterallactis stenochrysa ingår i släktet Heterallactis och familjen björnspinnare. Inga underarter finns listade i Catalogue of Life.